# Coupe du monde de cyclo-cross 2009-2010
Navigation
2008-2009 2010-2011
La 17e édition de la coupe du monde de cyclo-cross a débuté le 4 octobre 2009 à Trévise et s'est terminée le 24 janvier 2010 à Hoogerheide. Elle comprenait neuf manches pour les hommes, sept pour les femmes, et cinq pour les hommes espoirs et juniors. Les vainqueurs dans chacune de ces catégories sont respectivement Zdeněk Štybar, dont c'est le premier succès, Daphny van den Brand, Tom Meeusen et David van der Poel.

## Hommes élites

### Résultats
| #  | Lieu           | Date        | Vainqueur     | Deuxième         | Troisième        | Leader du classement général |
| -- | -------------- | ----------- | ------------- | ---------------- | ---------------- | ---------------------------- |
| 1. | Trévise        | 4 octobre   | Niels Albert  | Zdeněk Štybar    | Klaas Vantornout | Niels Albert                 |
| 2. | Plzeň          | 18 octobre  | Niels Albert  | Sven Nys         | Zdeněk Štybar    | Niels Albert                 |
| 3. | Nommay         | 8 novembre  | Niels Albert  | Zdeněk Štybar    | Sven Nys         | Niels Albert                 |
| 4. | Coxyde         | 28 novembre | Zdeněk Štybar | Sven Nys         | Klaas Vantornout | Niels Albert                 |
| 5. | Igorre         | 6 décembre  | Zdeněk Štybar | Niels Albert     | Sven Nys         | Niels Albert                 |
| 6. | Kalmthout      | 20 décembre | Sven Nys      | Zdeněk Štybar    | Niels Albert     | Niels Albert                 |
| 7. | Heusden-Zolder | 26 décembre | Kevin Pauwels | Niels Albert     | Sven Nys         | Niels Albert                 |
| 8. | Roubaix        | 17 janvier  | Zdeněk Štybar | Klaas Vantornout | Sven Nys         | Zdeněk Štybar                |
| 9. | Hoogerheide    | 24 janvier  | Niels Albert  | Zdeněk Štybar    | Kevin Pauwels    | Zdeněk Štybar                |

### Classement général

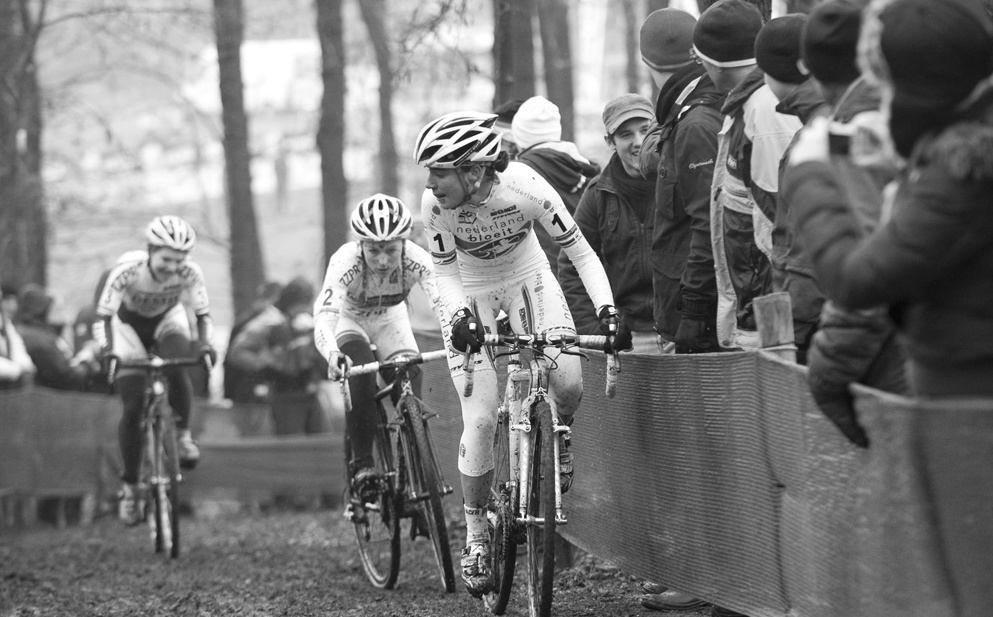
Marianne Vos, Daphny van den Brand et Sanne van Paassen (Hoogerheide)

| Pos | Coureur          | Pts |
| --- | ---------------- | --- |
| 1   | Zdeněk Štybar    | 635 |
| 2   | Niels Albert     | 631 |
| 3   | Sven Nys         | 535 |
| 4   | Klaas Vantornout | 517 |
| 5   | Kevin Pauwels    | 440 |
| 6   | Gerben de Knegt  | 428 |
| 7   | Bart Aernouts    | 399 |
| 8   | Erwin Vervecken  | 376 |
| 9   | Francis Mourey   | 366 |
| 10  | Christian Heule  | 350 |

## Femmes élites

### Résultats
| #  | Lieu           | Date        | Vainqueur            | Deuxième             | Troisième                | Leader du classement général |
| -- | -------------- | ----------- | -------------------- | -------------------- | ------------------------ | ---------------------------- |
| 1. | Trévise        | 4 octobre   | Katherine Compton    | Daphny van den Brand | Christel Ferrier-Bruneau | Katherine Compton            |
| 2. | Nommay         | 8 novembre  | Katherine Compton    | Marianne Vos         | Sanne van Paassen        | Katherine Compton            |
| 3. | Coxyde         | 28 novembre | Marianne Vos         | Daphny van den Brand | Katherine Compton        | Katherine Compton            |
| 4. | Kalmthout      | 20 décembre | Daphny van den Brand | Marianne Vos         | Katherine Compton        | Katherine Compton            |
| 5. | Heusden-Zolder | 26 décembre | Marianne Vos         | Katherine Compton    | Daphny van den Brand     | Katherine Compton            |
| 6. | Roubaix        | 17 janvier  | Kateřina Nash        | Hanka Kupfernagel    | Marianne Vos             | Daphny van den Brand         |
| 7. | Hoogerheide    | 24 janvier  | Marianne Vos         | Sanne van Paassen    | Daphny van den Brand     | Daphny van den Brand         |

### Classement général
| Pos | Coureuse                 | Pts |
| --- | ------------------------ | --- |
| 1   | Daphny van den Brand     | 330 |
| 2   | Marianne Vos             | 325 |
| 3   | Sanne van Paassen        | 268 |
| 4   | Katherine Compton        | 260 |
| 5   | Hanka Kupfernagel        | 235 |
| 6   | Christel Ferrier-Bruneau | 203 |
| 7   | Caroline Mani            | 184 |
| 8   | Sanne Cant               | 176 |
| 9   | Kateřina Nash            | 135 |
| 10  | Pavla Havlíková          | 131 |

## Hommes espoirs

### Résultats
| #  | Lieu           | Date        | Vainqueur          | Deuxième       | Troisième          | Leader du classement général |
| -- | -------------- | ----------- | ------------------ | -------------- | ------------------ | ---------------------------- |
| 1. | Trévise        | 4 octobre   | Róbert Gavenda     | Lubomír Petruš | Cristian Cominelli | Róbert Gavenda               |
| 2. | Coxyde         | 28 novembre | Jim Aernouts       | Tom Meeusen    | Arnaud Jouffroy    | Róbert Gavenda               |
| 3. | Heusden-Zolder | 26 décembre | Tom Meeusen        | Elia Silvestri | Tijmen Eising      | Tom Meeusen                  |
| 4. | Roubaix        | 17 janvier  | Tom Meeusen        | Róbert Gavenda | Tijmen Eising      | Tom Meeusen                  |
| 5. | Hoogerheide    | 24 janvier  | Kacper Szczepaniak | Tom Meeusen    | Arnaud Jouffroy    | Tom Meeusen                  |

### Classement général
| Pos | Coureur            | Pts |
| --- | ------------------ | --- |
| 1   | Tom Meeusen        | 250 |
| 2   | Róbert Gavenda     | 180 |
| 3   | Arnaud Jouffroy    | 164 |
| 4   | Tijmen Eising      | 162 |
| 5   | Pawel Szczepaniak  | 131 |
| 6   | Micki van Empel    | 124 |
| 7   | Jim Aernouts       | 120 |
| 8   | Marek Konwa        | 117 |
| 9   | Joeri Adams        | 114 |
| 10  | Cristian Cominelli | 112 |

## Hommes juniors

### Résultats
| #  | Lieu           | Date        | Vainqueur          | Deuxième                | Troisième          | Leader du classement général |
| -- | -------------- | ----------- | ------------------ | ----------------------- | ------------------ | ---------------------------- |
| 1. | Trévise        | 4 octobre   | Émilien Viennet    | Gert-Jan Bosman         | Matej Lasak        | Émilien Viennet              |
| 2. | Coxyde         | 28 novembre | Gert-Jan Bosman    | Michiel van der Heijden | David van der Poel | Gert-Jan Bosman              |
| 3. | Heusden-Zolder | 26 décembre | Julian Alaphilippe | David van der Poel      | Mike Teunissen     | Gert-Jan Bosman              |
| 4. | Roubaix        | 17 janvier  | David van der Poel | Émilien Viennet         | Gert-Jan Bosman    | Gert-Jan Bosman              |
| 5. | Hoogerheide    | 24 janvier  | David van der Poel | Danny van Poppel        | Julian Alaphilippe | David van der Poel           |

### Classement général
| Pos | Coureur                 | Pts |
| --- | ----------------------- | --- |
| 1   | David van der Poel      | 223 |
| 2   | Gert-Jan Bosman         | 207 |
| 3   | Jens Vandekinderen      | 165 |
| 4   | Michiel van der Heijden | 154 |
| 5   | Émilien Viennet         | 146 |
| 6   | Mike Teunissen          | 143 |
| 7   | Julian Alaphilippe      | 135 |
| 8   | Laurens Sweeck          | 124 |
| 9   | Danny van Poppel        | 117 |
| 10  | Emiel Dolfsma           | 115 |